# Annouk van der Weijden
Annouk van der Weijden (ur. 27 czerwca 1986 w Leiderdorp) – holenderska łyżwiarka szybka i nauczycielka. Weijden umie trzy języki: niderlandzki, angielski i niemiecki.

## Kariera
Weijden w wieku 27. lat uczestniczyła w Zimowych Igrzyskach Olimpijskich 2014 w Soczi. Jedyną konkurencją w jakiej uczestniczyła była jazda na 3000 m. Podczas tej konkurencji osiągnęła 5. miejsce.

## Rekordy życiowe
| Dystans | Czas    | Data                 | Miejsce        |
| ------- | ------- | -------------------- | -------------- |
| 500 m   | 39,70   | 22 marca 2009        | Calgary        |
| 1000 m  | 1.17,53 | 19 października 2013 | Heerenveen     |
| 1500 m  | 1.55,81 | 16 października 2013 | Salt Lake City |
| 3000 m  | 4.02,22 | 15 marca 2014        | Heerenveen     |
| 5000 m  | 7.00,72 | 30 grudnia 2013      | Heerenveen     |
| Źródło: |         |                      |                |